# Kate Brookes-Peterson
Kate Brookes-Peterson (Australia, 14 de mayo de 1984) es una nadadora australiana especializada en pruebas de larga distancia en aguas abiertas, donde consiguió ser medallista de bronce mundial en 2007 en los 5 y 10 kilómetros en aguas abiertas.

## Carrera deportiva
En el Campeonato Mundial de Natación de 2007 celebrado en Melbourne (Australia), ganó la medalla de bronce en los 5 kilómetros en aguas abiertas, con un tiempo de 1:00:47 segundos, tras las nadadoras rusas Larisa Ilchenko y Ekaterina Seliverstova; y también ganó el bronce en los 10 kilómetros, con un tiempo de 2:03:59 segundos.